# Mariana Cabañas
Mariana Cabañas (Madrid, mediados del siglo XVIII) fue una actriz, dramaturga y empresaria teatral española.

## Obra
Se tienen escasos datos de su vida, aunque se sabe que vivió en Madrid a mediados del siglo XVIII. Solo se conserva una obra suya, Las mujeres solas, con la que Cabañas se convirtió en una de las primeras actrices escritoras del teatro español. Se estrenó en Madrid en 1757 y se conserva un único manuscrito del siglo XVIII de la colección de Arturo Sedo en el Instituto del Teatro de Barcelona. Se trata de un sainete escrito especialmente para la comedia a la que acompañaba, El más justo rey de Grecia del poeta Eugenio Gerardo Lobo. Esta era una comedia concebida solo para personajes masculinos en las que había cuatro galanes y un gracioso. Era una novedad y el autor se mostraba orgulloso de ella. Las propias cómicas se representaban a sí mismas. La representación debió de hacerse en el Teatro de la Cruz hacia 1757, por lo que debió ser escrita poco antes.
El argumento de Las mujeres solas es sencillo: Antonia, una de las actrices de la compañía que está representando El más justo rey de Grecia, se pasea absorta por el escenario; las demás cómicas le rodean pensando que está enferma pero ella les cuenta que ha encontrado el remedio para que los hombres les hagan caso y las tengan en cuenta; la solución es despreciarlos y no volver a admitirlos; todas lo aceptan y acaban con un llamamiento a las mujeres de la cazuela y con una diatriba contra los hombres del patio. Sus reivindicaciones están propiciadas por una serie de situaciones femeninas frecuentes: matrimonios por interés, independencia económica, el desprecio de los hombres por las mujeres, desavenencias matrimoniales, el tópico del gasto superfluo de la mujer, que en realidad también gasta el hombre. Las similitudes con Lisistrata de Aristófanes son evidentes, aunque sus referencias sexuales no son tan explícitas.
La obra estaba en la tradición de utilizar a los mismos cómicos como personajes que se venía realizando desde el siglo XVI. La popularidad de los actores era tan grande que podían servir de argumento para sus rivales. Los personajes, a pesar de la brevedad de la obra, están perfectamente caracterizados. El recurso de la llamada de atención al público era muy propio de esta época. Su métrica es la del romance con una sola sílaba, siendo el lenguaje utilizado fluido y coloquial.
Inmersa esta obra en el teatro popular, fue denostada por los ilustrados ya que rompía "la ilusión teatral".
En 2005, Las mujeres solas fue representada en el Día Mundial del Teatro en Córdoba.